# Quad9

Logo serwisu

Quad9 – darmowy serwer DNS udostępniany przez organizację Global Cyber Alliance oraz IBM.
Usługa DNS Quad9, poza standardowym działaniem, dodatkowo sprawdza domeny internetowe w bazie danych IBM X-Force pod kątem analizy zagrożeń i automatycznie blokuje domeny stron udostępniających złośliwe oprogramowanie.
Serwer Quad9 dostępny jest pod adresami 9.9.9.9 oraz 2620:fe::fe. Oferuje także eksperymentalną usługę DNS over TLS przez port 853.